# Joseph Antoine Risso

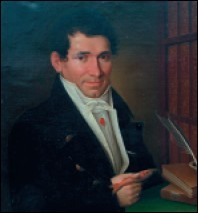
Antoine Risso

Joseph Antoine Risso, auch italienisch Giuseppe Antonio (* 7. August 1777 in Nizza; † 25. August 1845 ebenda) war ein französischer Naturforscher. Sein offizielles botanisches Autorenkürzel lautet „Risso“.   

## Leben und Wirken
Risso studierte unter Giovanni Battista Balbis (1765–1831). Er wirkte als Apotheker, Zoologe und Botaniker. Risso veröffentlichte Ichthyologie de Nice (1810), Histoire naturelle de principales productions de l’Europe méridionale (1826) und Flore de Nice (1844). Zusammen mit Pierre Antoine Poiteau schrieb er Historie naturelle des orangers (1818–1820).

## Ehrungen
Nach Risso benannt ist die Pflanzengattung Rissoa Arn. aus der Familie der Rautengewächse (Rutaceae) und die Algengattung Rissoella J.Agardh.